# Sandford (casa automobilistica)
La Sandford è stata una casa automobilistica francese attiva dal 1922 al 1939.

## Storia

### Le origini

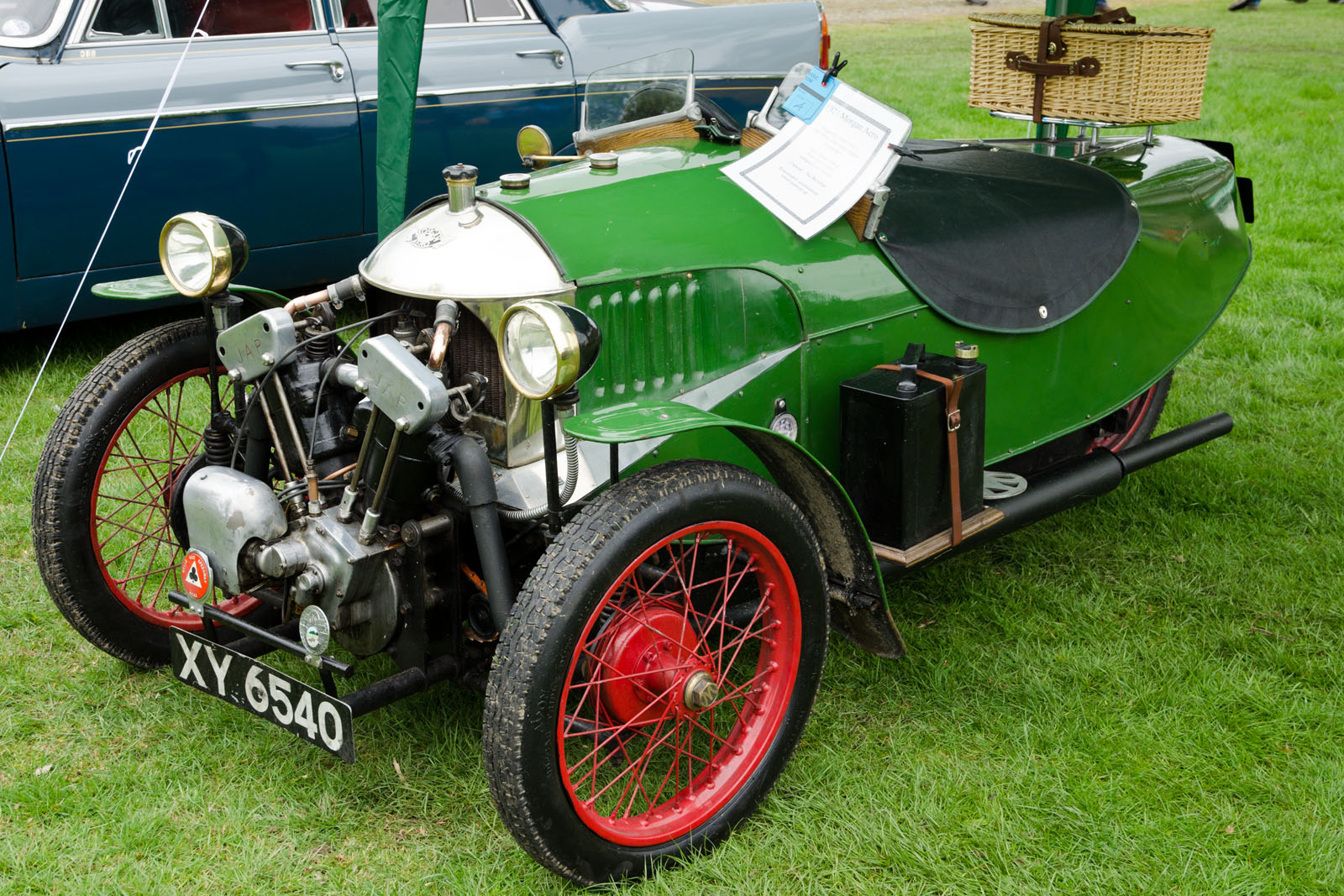
Una Morgan 3 ruote del 1925: a partire da modelli come questo cominciò la storia della Sandford

La Sandford nacque a Parigi nel 1922 per volere di Stuart Malcolm Sandford, un inglese trapiantato a Parigi che nel 1910 esordì come pilota motociclistico e che mise in evidenza tutta la sua passione per la meccanica, tanto che al termine della prima guerra mondiale si riciclò come rivenditore di moto usate acquistate in blocco all'esercito francese. Fu in questa occasione che riuscì a prendere contatto con la Morgan, che in quel periodo stava producendo le sue cyclecar a tre ruote, commercializzandole in Regno Unito per via del favorevole regime fiscale cui erano soggette oltremanica le vetture a tre ruote. In Francia le Morgan a tre ruote venivano prodotte su licenza nello stabilimento di Courbevoie dalla Darmont: Stuart Sandford strinse quindi accordi con la Darmont per divenirne rivenditore ufficiale. Già nel 1919 tale attività fu avviata con risultati commerciali soddisfacenti fin dall'inizio: la semplicità di queste vetture, che in Francia erano prodotte proprio con il marchio Darmont, si rifletteva sul prezzo di vendita assai concorrenziale. Per promuovere ulteriormente le Darmont, Stuart Sandford e il suo stretto collaboratore Raymond Guéret parteciparono ad alcune gare in cui riuscirono anche a strappare risultati di rilievo. Purtroppo nel giro di neppure tre anni i rapporti fra Sandford e i fratelli Darmont si guastarono. Stuart Sandford decise allora di dedicarsi lui stesso alla produzione di vetturette a tre ruote su licenza Morgan, convinto di poterle migliorare ulteriormente. Aprì quindi la sua nuova attività a Levallois-Perret, a nord di Parigi, assieme al sempre fidato Raymond Guéret. Cominciò così la storia della Sandford come costruttore automobilistico.

### Fedele alle cyclecar

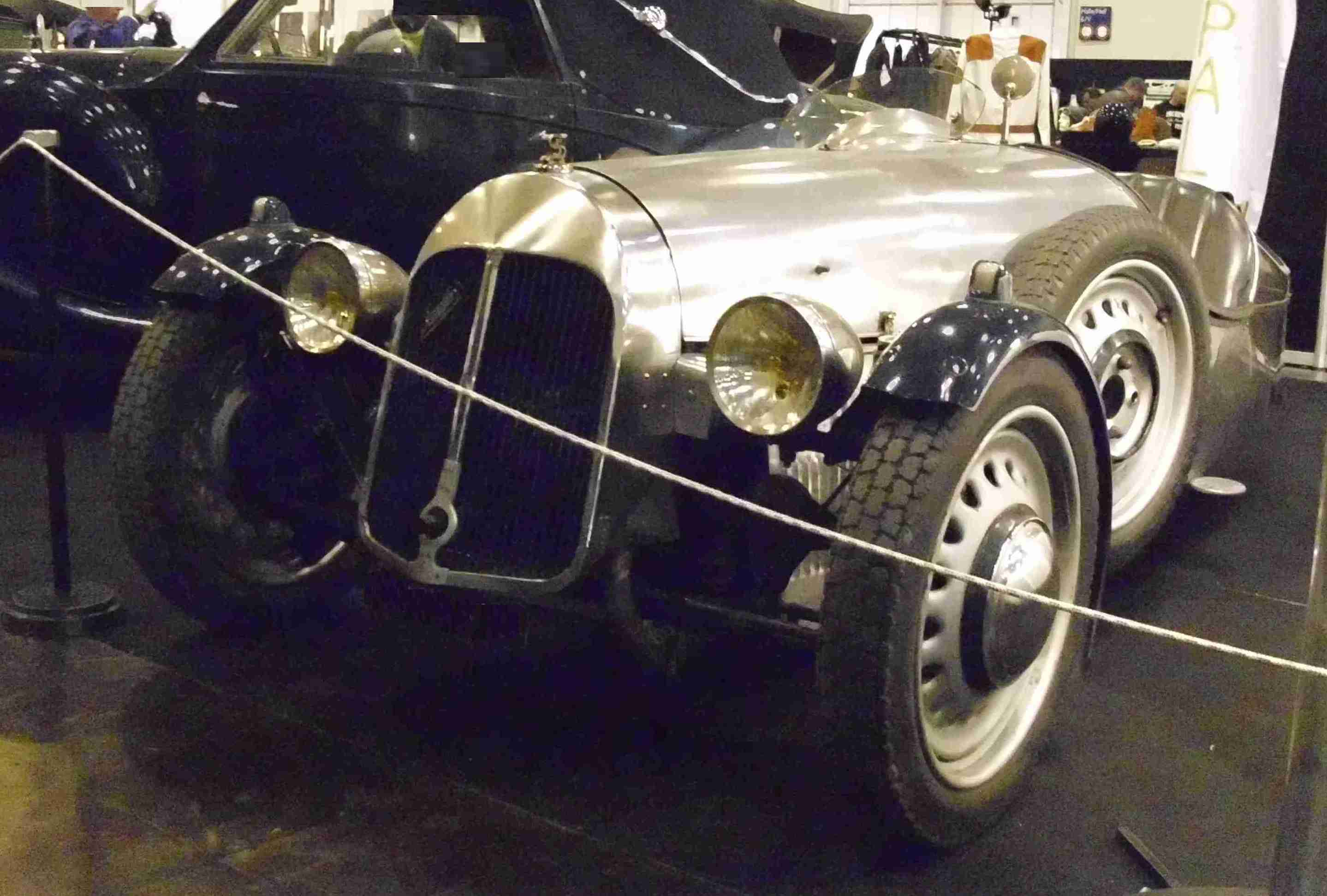
Una Sandford a tre ruote

La Sandford nel corso della sua attività ha sempre creduto nelle potenzialità commerciali delle cosiddette cyclecar, ritenendo che la loro semplicità costruttiva e quindi il loro basso costo avrebbe fatto breccia nel cuore di molta clientela. La produzione della Sandford rimase così composta da veicoli a tre ruote, solo in seguito estese la propria produzione anche alle quattro ruote, ma in ogni caso si trattava sempre di vetture caratterizzate dall'estrema semplicità, dagli allestimenti ridotti all'osso e dal prezzo di vendita particolarmente contenuto. In particolare, i modelli a tre ruote ricordavano da vicino quelli delle Morgan, ma da queste ultime si distaccarono gradualmente nel corso degli anni, arrivando ad annoverare caratteristiche specifiche, oltre che una maggior accuratezza costruttiva. Oltre che dalla Morgan, la concorrenza per le Sandford arrivò anche dalle Darmont, ma anche da modelli come le Amilcar e le Salmson. 

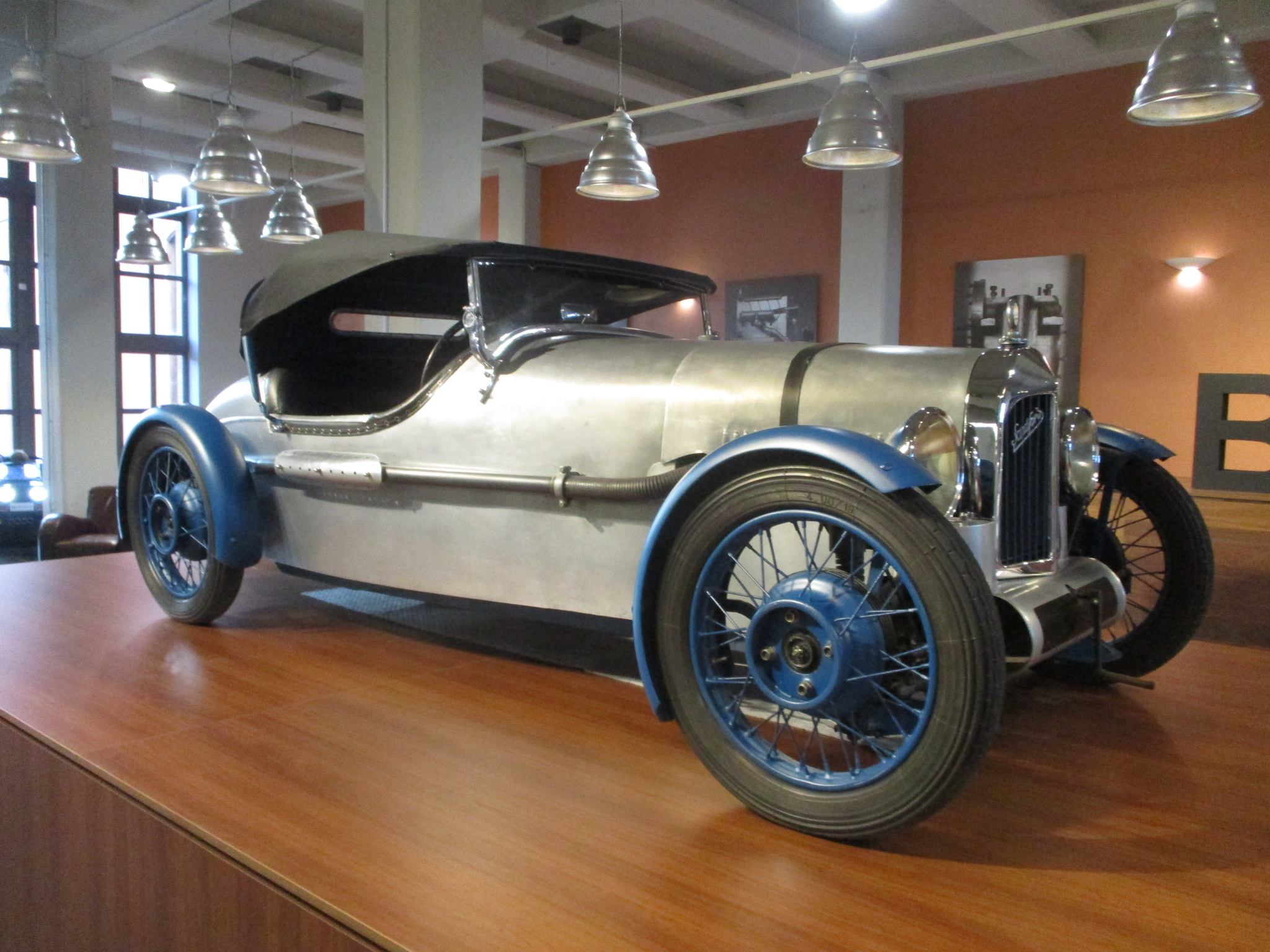
Una Sandford a 4 ruote

Per promuovere e pubblicizzare la nascita della nuova attività, Sandford e Guéret partirono da un unico esemplare che utilizzarono nuovamente nelle gare, ottenendo altri successi e diffondendo la notizia presso la potenziale clientela. Nel giro di pochi anni gli affari si moltiplicarono, ma soprattutto l'unico modello inizialmente disponibile si evolse: si passò al telaio in acciaio (e non più in legno come nelle rivali inglesi o anche nelle Darmont) e si passò dal motore V2 di origine motociclistica raffreddato ad aria a motori bicilindrici orizzontali o a 4 cilindri in linea. I motori, tutti raffreddati ad acqua e con cilindrate comprese fra 750 e 1100 cm3, non erano prodotti dalla Sandford, ma erano forniti dalla Ruby, altro piccolo costruttore francese di cyclecar. A differenza delle Darmont e della Morgan, inoltre, il motore non era montato esternamente, ma all'interno di un vero e proprio cofano motore. Per questo le Sandford sfoggiavano anche una loro calandra e un loro radiatore in bella vista. In ogni caso, anche le Morgan a tre ruote sarebbero passate a tale soluzione, ma solo dal 1935. Altra differenza stava nell'intercambiabilità fra le tre ruote, cosa impossibile invece nelle Morgan. Tecnicamente, le Sandford montavano un telaio tubolare a T in acciaio, una scocca in alluminio, un impianto frenante a cavo e agente su tutte e tre le ruote, sospensioni a ruote indipendenti, un assale anteriore smontabile e un cambio manuale a tre marce che indirizzava la coppia motrice sull'unica ruota posteriore. A differenza di Morgan e Darmont, il cambio delle Sandford era provvisto anche di retromarcia.
Inoltre, nel giro di breve tempo, la gamma si sdoppiò con l'arrivo di una versione a quattro ruote del modello già esistente, un modello in grado di fronteggiare ad armi pari le principali concorrenti dell'epoca. Tale modello si distingueva dalla "sorella minore" per l'allestimento più lussuoso che comprendeva un cruscotto in legno e la selleria in cuoio. Nonostante alla fine degli anni 1920 la richiesta di cyclecar stesse progressivamente scemando, la produzione di questi modelli proseguì comunque e con pochi aggiornamenti fino al 1939, anno in cui, con lo scoppio della seconda guerra mondiale, la Sandford chiuse i battenti.

### Attività sportiva
Sia nella sua versione a tre ruote sia in quella a quattro, la Sandford collezionò importanti affermazioni in campo agonistico: vanno a questo proposito menzionate le vittorie del 1923 alla Côte d'Argenteuil e al Grand Prix di Montargis. Vanno inoltre ricordate anche le vittorie al Bol d'Or Automobile e al Tour de France automobile del 1932, dove trionfò nella categoria 1100 cm3.